# Olympische Sommerspiele 1948/Teilnehmer (Syrien)
| Gelbes Symbol für Goldmedaillen mit stilisierten Olympischen Ringen | Graues Symbol für Silbermedaillen mit stilisierten Olympischen Ringen | Braundes Symbol für Bronzemedaillen mit stilisierten Olympischen Ringen |
| ------------------------------------------------------------------- | --------------------------------------------------------------------- | ----------------------------------------------------------------------- |
| —                                                                   | —                                                                     | —                                                                       |

Syrien nahm an den Olympischen Sommerspielen 1948 in London, England, mit einem Sportler teil. Der Wasserspringer Zouheir Shourbagi startete im Turmspringen von der 10-Meter-Plattform. Es war die erste Teilnahme Syriens bei Olympischen Spielen.

## Teilnehmer nach Sportarten

### Wasserspringen
- Zouheir Shourbagi
Turmspringen 10 m: 10. Platz (97,81)